# 6e Match des étoiles de la Ligue continentale de hockey
Match précédent Match suivant
Le sixième Match des étoiles de la Ligue continentale de hockey, la Kontinentalnaïa Hokkeïnaïa Liga, se déroule le 11 janvier 2014 au Zimný štadión Ondreja Nepelu de Bratislava en Slovaquie. Il oppose la Conférence de l'Est à la Conférence de l'Ouest.

## Composition des équipes
Les partisans votent pour élire sur le site du Match des étoiles les douze titulaires lors du coup d'envoi.
| Pos | Joueur               | Nationalité | Équipe                | Voix   |
| --- | -------------------- | ----------- | --------------------- | ------ |
| G   | Aleksandr Ieriomenko | Russie      | HK Dinamo Moscou      | 10 455 |
| D   | Sandis Ozoliņš       | Lettonie    | Dinamo Riga           | 11 205 |
| D   | Deron Quint          | États-Unis  | HK Spartak Moscou     | 10 356 |
| A   | Ilia Kovaltchouk     | Russie      | SKA Saint-Pétersbourg | 18 638 |
| A   | Aleksandr Radoulov   | Russie      | HK CSKA Moscou        | 15 510 |
| A   | Jonathan Cheechoo    | Canada      | KHL Medveščak         | 7 166  |

| Pos | Joueur            | Nationalité | Équipe                  | Voix   |
| --- | ----------------- | ----------- | ----------------------- | ------ |
| G   | Mikko Koskinen    | Finlande    | Sibir Novossibirsk      | 8 644  |
| D   | Kirill Koltsov    | Russie      | Salavat Ioulaïev Oufa   | 9 294  |
| D   | Shaun Heshka      | Canada      | Ak Bars Kazan           | 8 225  |
| A   | Sergueï Moziakine | Russie      | Metallourg Magnitogorsk | 14 964 |
| A   | Danis Zaripov     | Russie      | Metallourg Magnitogorsk | 12 715 |
| A   | Brandon Bochenski | États-Unis  | Barys Astana            | 7 892  |

### Autres joueurs sélectionnés
| Nom                 | Équipe                 | Poste |
| ------------------- | ---------------------- | ----- |
| Ivan Lissoutine     | HK Vitiaz              | G     |
| Jaroslav Janus      | HC Slovan Bratislava   | G     |
| Kurtis Foster       | KHL Medveščak          | D     |
| Maksim Tchoudinov   | SKA Saint-Pétersbourg  | D     |
| Bogdan Kisselevitch | Severstal Tcherepovets | D     |
| Ilia Gorokhov       | Lokomotiv Iaroslavl    | D     |
| Denis Denissov      | HK CSKA Moscou         | D     |
| Nikolaï Prokhorkine | HK CSKA Moscou         | A     |
| Viktor Tikhonov     | SKA Saint-Pétersbourg  | A     |
| Leonid Komarov      | HK Dinamo Moscou       | A     |
| Milan Bartovič      | HC Slovan Bratislava   | A     |
| Miroslav Šatan      | HC Slovan Bratislava   | A     |
| Marcel Hossa        | Dinamo Riga            | A     |
| Maksim Afinoguenov  | HK Vitiaz              | A     |
| Geoff Platt         | Lokomotiv Iaroslavl    | A     |
|                     |                        |       |
| Oļegs Znaroks       | HK Dinamo Moscou       | E     |
| Jukka Jalonen       | SKA Saint-Pétersbourg  | E     |
| Fiodor Kanareïkine  | HK Spartak Moscou      | E     |

| Nom                  | Équipe                      | Poste |
| -------------------- | --------------------------- | ----- |
| Konstantin Barouline | Ak Bars Kazan               | G     |
| Chris Lee            | Metallourg Magnitogorsk     | D     |
| Juuso Hietanen       | Torpedo Nijni Novgorod      | D     |
| Ievgueni Medvedev    | Ak Bars Kazan               | D     |
| Andreï Zoubarev      | Salavat Ioulaïev Oufa       | D     |
| Denis Kouliach       | Avangard Omsk               | D     |
| Fiodor Malykhine     | Avtomobilist Iekaterinbourg | A     |
| Enver Lissine        | Admiral Vladivostok         | A     |
| Jori Lehterä         | Sibir Novossibirsk          | A     |
| Aleksandr Popov      | Avangard Omsk               | A     |
| Iegor Milovzorov     | Neftekhimik Nijnekamsk      | A     |
| Jakub Petružálek     | Amour Khabarovsk            | A     |
| Talgat Jaïlaouov     | Barys Astana                | A     |
| Jan Kovář            | Metallourg Magnitogorsk     | A     |
| Denis Parchine       | Torpedo Nijni Novgorod      | A     |
|                      |                             |       |
| Valeri Belov         | Ak Bars Kazan               | E     |
| Mike Keenan          | Metallourg Magnitogorsk     | E     |
| Dmitri Kvartalnov    | Sibir Novossibirsk          | E     |

- Deuxième ligne désignée par le vote des journalistes.

## Feuille de match
| 11 janvier 2014 | Conférence Ouest | 18-16 (6-5, 6-5, 6-6) | Conférence Est | 10 055 spectateurs |

| Feuille de match | Feuille de match | Feuille de match | Feuille de match | Feuille de match          |
| ---------------- | --- | --- | --- | ------------------------- |
|                  | M. Tchoudinov (M. Hossa, I. Gorokhov) – 2 min 49 s J. Cheechoo (I. Kovaltchouk, M. Šatan) – 3 min 18 s G. Platt (V. Tikhonov, K. Foster) – 5 min 53 s S. Ozolins (L. Komarov) – 8 min 46 s M. Afinoguenov – 10 min 12 s L. Komarov (V. Tikhonov, D. Quint) – 19 min 19 s M. Hossa – 23 min 45 s D. Denissov (M. Bartovič) – 28 min 51 s M. Hossa (M. Bartovič, M. Afinoguenov) – 29 min 28 s I. Kovaltchouk (M. Šatan) – 32 min 13 s D. Denissov (L. Komarov) – 33 min 38 s I. Gorokhov (V. Tikhonov, L. Komarov) – 37 min 50 s N. Prokhorkine (L. Komarov) – 42 min 6 s L. Komarov (N. Prokhorkine) – 48 min 32 s V. Tikhonov (M. Tchoudinov, N. Prokhorkine) – 49 min 35 s M. Bartovič – 51 min 35 s G. Platt (J. Cheechoo, I. Kovaltchouk) – 58 min 19 s M. Šatan (V. Tikhonov) – 59 min 37 s | 1-0 2-0 3-0 3-1 3-2 4-2 5-2 5-3 5-4 5-5 6-5 6-6 7-6 7-7 7-8 8-8 9-8 10-8 10-9 11-9 11-10 12-10 13-10 13-11 14-11 15-11 16-11 16-12 16-13 16-14 17-14 17-15 18-15 18-16 | 7 min 29 s – E. Lissine (F. Malykhine) 8 min 31 s – T. Jaïlaouov (A. Popov, B. Bochenski) 13 min 6 s – J. Kovář 14 min 52 s – F. Malykhine (J. Lehterä, E. Lissine) 17 min 37 s – J. Petružálek (I. Milovzorov) 22 min 56 s – J. Lehterä 25 min 14 s – D. Parchine (K. Koltsov, I. Milovzorov) 26 min 32 s – I. Milovzorov (J. Petružálek) 33 min 22 s – B. Bochenski (A. Popov, T. Jaïlaouov) 34 min 7 s – D. Parchine (J. Petružálek) 43 min 45 s – A. Zoubarev (J. Lehterä) 53 min 51 s – J. Lehterä (F. Malykhine, E. Lissine) 56 min 28 s – B. Bochenski (K. Koltsov, I. Milovzorov) 57 min 26 s – C. Lee (I. Milovzorov, J. Petružálek) 58 min 42 s – S. Moziakine 59 min 56 s – S. Moziakine | Arbitrage : Odins Olenine |
| Lissoutine Janus | Gardiens | Barouline Koskinen | | Arbitrage : Odins Olenine |
| 0 min            | Pénalités | 0 min | | Arbitrage : Odins Olenine |
| 42               | Tirs | 50 | | Arbitrage : Odins Olenine |